# Gyrinus consobrinus
Gyrinus consobrinus är en skalbaggsart som beskrevs av Leconte 1851. Gyrinus consobrinus ingår i släktet Gyrinus och familjen virvelbaggar. Inga underarter finns listade i Catalogue of Life.